# Вернер Лоренц
Ве́рнер Ло́ренц (нім. Werner Lorenz; 2 жовтня 1891 — 13 березня 1974, Дюссельдорф) — один з вищих офіцерів СС, начальник Головного управління СС з репатріації етнічних німців «Фольксдойче міттельштелле» (ФОМІ), обергруппенфюрер СС (9 листопада 1936), генерал поліції (15 серпня 1942), генерал військ СС (9 листопада 1944), гамбурзький державний радник.

## Біографія
Син землевласника. Освіту здобув в елітному кадетському корпусі. У 1912 році добровольцем вступив в полк польової артилерії принца Августа Прусського. З квітня 1913 року — фанен-юнкер драгунського полку № 4. Учасник Першої світової війни. Вже на початку війни за бойові заслуги нагороджений Залізним хрестом 2-го класу. У 1915 році перевівся з кавалерії в авіацію. Пізніше служив штабним офіцером, незадовго до кінця Першої світової війни отримав Залізний хрест 1-го класу. Після закінчення війни з 1918 року був командиром ескадрону прикордонної охорони на кордоні з Польщею.
У березні 1920 року демобілізувався. Став власником маєтку під Данцигом. 1 грудня 1930 року вступив у НСДАП (партквиток №397 994), 31 березня 1931 року — в СС (квиток №6 636). З 31 березня 1931 року — начальник штабу 2-го абшніта СС (Хемніц), з 9 листопада 1931 по 12 лютого 1934 року — командир 7-го абшніта СС (Данциг-Марінзе, з 1 липня 1933 року — Кенігсберг). У 1933 році був обраний депутатом ландтагу Пруссії. 12 листопада 1933 року обраний депутатом Рейхстагу від Східної Пруссії. З 15 грудня 1933 року — командир оберабшніта СС «Північний Схід» (Кенігсберг), з 12 лютого 1934 по 1 березня 1937 року — оберабшніта СС «Північ» (Гамбург/Альтона). Одночасно був уповноваженим з питань зовнішньої політики в Штабі заступника фюрера.
1 лютого 1937 роки очолив ФОМІ управління СС з репатріації етнічних німців, яке займалося пропагандою і захистом інтересів німців, що живуть за межами Третього рейху — в основному в сусідніх з Німеччиною країнах. Зіграв велику роль в підготовці аншлюсу Австрії і в підготовці окупації Судетської області. У веденні ФОМІ була і організація «п'ятих колон» в зарубіжних країнах. Під час Другої світової війни був ініціатором переміщення німецького населення в Польщі на окуповані території СРСР. 15 червня 1941 року о системі СС ФОМІ отримало статус Головного управління.
Восени 1942 року, перебуваючи в Боснії, потрапив в автокатастрофу і отримав важкі поранення. Залишався на чолі ФОМІ до лютого 1945 року, коли був направлений в групу армій «Вісла» і отримав в своє підпорядкування зведений загін з частин сухопутних військ і моряків.
У травні 1945 року заарештований союзниками. 20 жовтня 1947 постав перед судом Американського військового трибуналу у справі расових установ СС. 10 березня 1948 року засуджений до 20 років тюремного ув'язнення, потім термін знижений до 15 років. 21 січня 1954 року звільнений.

## Звання
- Однорічний доброволець (1 жовтня 1912)
- Фанен-юнкер (квітень 1913)
- Лейтенант (1 листопада 1914)
- Обер-лейтенант (1919)
- Манн СС (31 січня 1931)
- Штурмбаннфюрер СС (31 березня 1931)
- Штандартенфюрер СС (7 липня 1931)
- Оберфюрер СС (9 листопада 1931)
- Бригадефюрер СС (10 липня 1933)
- Группенфюрер СС (1 листопада 1933)
- Обергруппенфюрер СС (9 листопада 1936)
- Генерал поліції (15 серпня 1942)
- Генерал військ СС (9 листопада 1944)

## Нагороди
- Залізний хрест 2-го і 1-го класу
- Нагрудний знак військового пілота (Пруссія)
- Пам'ятний знак пілота (Пруссія)
- Німецький орденський щит у пам'ять східної прикордонної охорони
- Почесний кут старих бійців
- Почесний хрест ветерана війни з мечами
- Йольський свічник (16 грудня 1935)
- Знак учасника зльоту СА в Брауншвейзі 1931
- Кільце «Мертва голова»
- Почесна шпага рейхсфюрера СС
- Пам'ятна військова медаль (Австрія) з мечами
- Пам'ятна військова медаль (Угорщина) з мечами
- Медаль за участь у Європейській війні (1915—1918) з мечами (Болгарія)
- Німецька імперська відзнака за фізичну підготовку в золоті
- Спортивний знак СА в бронзі
- Золота плакета Німецького закордонного інституту (14 серпня 1937)
- Золотий партійний знак НСДАП (30 січня 1938)
- Почесний знак Німецького Червоного Хреста 1-го класу із зіркою
- Орден Святих Маврикія та Лазаря, великий офіцерський хрест (Італія)
- Орден Корони Італії, великий офіцерський хрест
- Орден Заслуг (Угорщина), великий хрест
- Медаль «У пам'ять 13 березня 1938 року»
- Медаль «У пам'ять 1 жовтня 1938» із застібкою «Празький град»
- Почесний знак гау Данциг (9 листопада 1939)
- Данцизький хрест 1-го класу (30 листопада 1939)
- Хрест Воєнних заслуг
  - 2-го класу з мечами
  - 1-го класу з мечами (1 грудня 1941 або 30 січня 1942)
- Почесний знак гау Вартерланд
- Орден Корони короля Звоніміра 1-го класу з мечами і зіркою (Хорватія) (січень 1944)
- Медаль «За вислугу років у НСДАП» в бронзі та сріблі (15 років)